# Wolfsburg
Wolfsburg là một thành phố ở bang Niedersachsen, Đức. Thành phố có diện tích 204.02 km2, dân số thời điểm giữa năm 2012 là 123.144 người. Thành phố nằm bên sông Aller, đông bắc Braunschwieg. Thành phố có trụ sở của Volkswagen AG. Wolfsburg giáp các huyện Gifhorn và Helmstedt.
Bản mẫu:Germany districts lower saxony